# Grand méchant loup – Böser Wolf

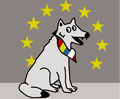
Das Logo: Ein Wolf umgeben von Sternen, die auf die europäische Flagge anspielen

Das Multimediaprojekt Grand méchant loup – Böser Wolf ist ein ursprünglich deutsch-französisches journalistisches Projekt in Berlin, das sich seit 2012 auch an polnischsprachige Kinder und Jugendliche richtet. Es verfügt über ein medienkompetentes Team, das Kinder- und Jungreporter mit vielfältigen Einsatzmöglichkeiten betreut: ob Politik, Sport oder Kultur, ob Ton, Text, Foto oder Video. Alle Aktivitäten des Bösen Wolfes sind auf der dreisprachigen Internetseite zu finden. Die Website ist journalistisch, pädagogisch, interaktiv und spielerisch ausgelegt. Sie beinhaltet Interviews, Artikel, Reportagen, Zeichnungen, Fotos und Spiele. Die Materialien sind durchweg von Kindern gestaltet.
Folgende Portale findet man:
1. Deine Stadt – Ta ville: Eine Internet-Stadt mit vielen Infos auf Deutsch über Frankreich mit Spielen und Mitmachmöglichkeiten und in der man sogar französisch mit Audio-Hilfe dabei lernen kann.[2]
2. Jahresthemen zu aktuellen Anlässen: 20 Jahre Maueröffnung / Frauenfußball-WM / 100 Jahre Erster Weltkrieg[3]
3. Grenzen überwinden: Engagement über die Grenzen[4]
4. Europa einmal anders: Informationen zu aktuellen Projekten der Bösen Wölfe[5]
5. Złe wilki – redakcja młodych reporterów: Willkommen in Polen, die polnischsprachige Rubrik der Bösen Wölfe[6]
6. Spielen und Mitmachen: Rätsel, Quiz, Ausmalbilder, Graffiti[7]
7. Portal Erwachsene: Informationen für Eltern, Lehrkräfte und Multiplikatoren und für alle, die sich für den Bösen Wolf interessieren[8]

Die Website richtet sich in erster Linie an Kinder und Jugendliche, das Material kann aber auch von Lehrern und Eltern zu pädagogischen Zwecken verwendet werden. Der Böse Wolf gehört zu dem Netzwerk „Seitenstark“ und zum Programm Ein Netz für Kinder, einer Initiative vom Beauftragten der Bundesregierung für Kultur und Medien und vom Bundesfamilienministerium.

## Geschichte
Die Initiative Grand méchant loup | Böser Wolf wurde im Jahr 2000 von Eltern der Judith-Kerr-Grundschule, einer Europa-Schule mit deutsch-französischem Zweig in Berlin gegründet. Zwei- bis viermal im Jahr erschien die Zeitung des Bösen Wolfes auf Französisch und Deutsch. Die Kinder erzählten von ihrer Schule, ihrer Klasse, ihren Freizeitaktivitäten und Interessen. 

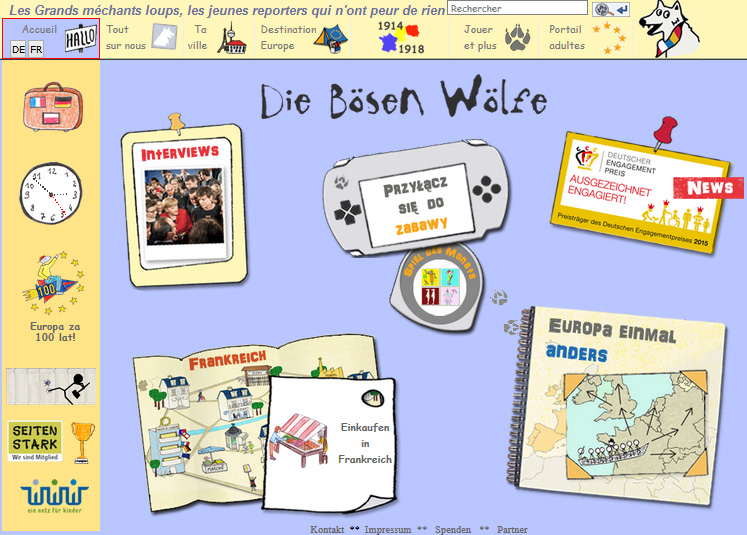
Die deutsche Version der Startseite der Website Grand méchant loup – Böser Wolf

Seitdem hat sich das Projekt weiterentwickelt und ist über den schulischen Kontext hinaus eine Art journalistisches Laboratorium für Kinder geworden. Nachdem im Jahr 2004 auch der Förderverein Grand méchant loup | Böser Wolf e. V. entstand, widmeten sich die Kinder den Themenfeldern Kultur, Politik und Sport.
Bei dem wöchentlichen Treffen werden die Teilnehmer des Projekts dazu angeregt, wie Reporter zu arbeiten. Das erstellte Material wie Artikel, Reportagen, Illustrationen, Interviews und Fotos wird hinterher von der Redaktion des Bösen Wolfes oder den Kindern selbst auf die Website gestellt. Seit 2007 ist das Projekt Böser Wolf eine „eEducation Masterplan-AG“, d. h. das Projekt ist in Form eines außerschulischen Ateliers an das Französische Gymnasium Berlin gebunden. Das eEducation-Berlin-Masterplan-Programm wendet sich an alle Initiativen, die einen Beitrag zur Entwicklung der IT-Kompetenz als Teilbereich einer umfassenden Medienkompetenz von Kindern und Jugendlichen leisten: Medienerziehung wird in diesem Kontext nicht als Schulfach unterrichtet, sondern als fächerübergreifender außerschulischer Aufgabenbereich betrachtet.

## Name
Der Name bezieht sich auf ein beliebtes französische Kinderlied: Qui a peur du Grand méchant loup … „Wer hat Angst vorm Bösen Wolf?“ Als böser Wolf kann dabei das Unbekannte, eine fremde Sprache, ein fremdes Land, eine fremde Stadt betrachtet werden. Die Assoziation des bösen Wolfes soll den Kindern zeigen, dass diese Angst vor dem Unbekannten überwindbar ist und es Spaß machen kann, Europa und den Rest der Welt zu entdecken. Außerdem leben Wölfe im Rudel. Sie sind solidarisch und haben ein ausgeprägtes Sozialverhalten. Das ist die Grundidee des Bösen Wolfes.

## Deutschland, Frankreich und Polen: das Weimarer Dreieck
Es war schon länger der Wunsch der Teilnehmer, ein anderes Land in die Redaktionstätigkeit einzubeziehen, zumal dem Redaktionsteam Kinder mehrerer Kulturen angehören. Da Polen unmittelbares Nachbarland ist, lag es nahe, es in die Arbeit, die als interkulturell (also nicht nur deutsch-französisch) begriffen wird, einzubeziehen. Durch das Online-Projekt und den trinationalen Wettbewerb werden auf diese Weise Schulen und Schüler in Polen erreicht. So entstand 2012 die polnischsprachige Rubrik der Bösen Wölfe. 2014 bekam der Verein den Weimarer-Dreieck-Preis für zivilgesellschaftliches Engagement, der Projekte, die sich für die Verbesserung und Vertiefung des französisch-polnisch-deutschen Verhältnisses einsetzen, auszeichnet.

## Projekte
Im Laufe der Jahre hat der Böse Wolf Projekte gegründet und weiterentwickelt: Interviews, Blogs, Filme, Rundfunkreportagen, Wettbewerbsaktionen, Ausstellungen und Werkstätte zu bestimmten Jahresthemen. Hier wird eine Auswahl vorgestellt:

### Interviews
Die Reporter des Bösen Wolfes haben Interviews mit rund 120 Persönlichkeiten aus Politik, Sport, Kultur und Wirtschaft und ebenso viele mit nicht oder noch nicht bekannten Menschen durchgeführt. Genannt seien Valéry Giscard d’Estaing, Helmut Schmidt, Richard von Weizsäcker, Simone Veil, die Bundesminister Wolfgang Schäuble und Frank-Walter Steinmeier, der französische Außenminister und frühere Premier Jean-Marc Ayrault, Klaus Wowereit und Franz Müntefering, Christine Hohmann-Dennhardt, VW-Vorstand und ehemals Vorstand Daimler AG, die Schauspieler Daniel Brühl, Julia Jentsch und Dieter Hallervorden, die Regisseure Wim Wenders und Christian Duguay, der Poetry-Slam-Künstler Grand Corps Malade, Ben (Sänger), die Schriftsteller Jean Echenoz und Marie NDiaye, die Fußballerinnen Anja Mittag und Gaëtane Thiney, der Diskuswerfer Robert Harting oder der Torwart Jens Lehmann.

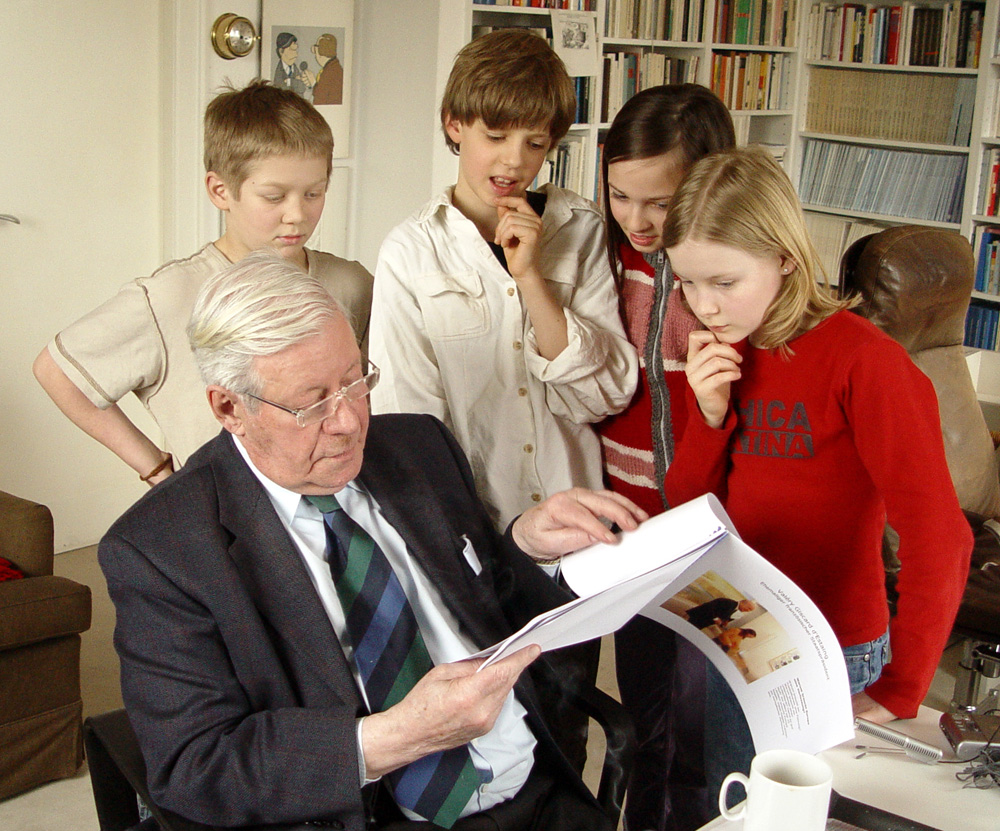
Helmut Schmidt mit den Kinderreportern des Bösen Wolfes in seinem Büro beim ZEIT-Magazin

Die Interviews informieren auch über Alltag und Tätigkeit einer Schornsteinfegerin, eines Zahnarztes, einer Airbus-380-Pilotin oder einer Kripo-Beamtin, aber auch über das Leben von Diplomaten wie Maurice Gourdault-Montagne, Susanne Wasum-Rainer, Philippe Étienne oder Jerzy Margański. Die jungen Journalisten haben ihre Alter Egos aus den TV-, Print- oder Hörfunkbereichen befragt u. a. Ulrich Wickert, Roman Leick des Nachrichtenmagazins Der Spiegel, Jean-Pierre Bidet der Sport-Tageszeitung L’Équipe, Pascal Thibault von Radio France Internationale und Hervé Deguine, Reporter ohne Grenzen. Die unbefangenen Fragen der Kinder führen zu originellen und überraschenden Antworten, aber auch Gespräche mit Professoren und Publizisten wie Alfred Grosser, Adam Krzemiński, Rudolf von Thadden sind unkonventionell, für das jüngere Publikum verständlich und für Erwachsene informativ.

### Jahresthemen
Nachdem die gedruckte Zeitung 2009 eingestellt wurde, bietet der Böse Wolf nun ein „Jahresthema“ an. Dieses bildet den thematischen Schwerpunkt. Es entstehen dazu diverse Artikel, Interviews, Umfragen, Reportagen, Videos und interaktive Spiele.

#### Berliner Mauer
Anlässlich des 20-jährigen Mauerfall-Jubiläums im Jahr 2009 hat der Böse Wolf Reportagen, Zeitzeugen-Interviews und Artikel zu dem Thema veröffentlicht. Vor allem aber wurde eine Online-Mauer erstellt, auf der Kleine und Große ihr eigenes Graffiti „sprühen“ können. Bis jetzt wurden fast 9.000 Graffiti online gestellt. Seit 2014 wurden auch einige Interviews, Artikel und Quiz ins Polnische übersetzt, die in der Rubrik über die Berliner Mauer zu lesen sind.

#### 100 Jahre Erster Weltkrieg
Im Jahr 2014 befassten sich die Bösen Wölfe mit dem 100. Jahrestag des Beginns des Ersten Weltkrieges: Europa 1914–1918 – was wissen Kinder und Jugendliche von ihren Nachbarn? Deutschland, Frankreich und Polen heute und vor 100 Jahren – ein trinationales Multimedia-Projekt anlässlich des Beginns des Ersten Weltkriegs im August 1914". Das Projekt der Bösen Wölfe bekam das Label „Centenaire“ für das trinationale Webportal zum 100. Jahrestag des Ersten Weltkrieges und mehrere Auszeichnungen. Die Absicht war, einen besonderen Jahrestag zum Anlass nehmen, 2014 – 100 Jahre nach Ausbruch des Ersten Weltkriegs –, um eine Zeit- und Entdeckungsreise durch die drei Länder Deutschland, Frankreich und Polen auf der Webseite www.boeser-wolf.schule.de anzubieten. Die virtuelle Reise informiert und lädt durch vielfältige Mitmachangebote zur aktiven Teilnahme ein und zeigt den Werdegang bis zum heutigen Europa. Mithilfe eines Internetportals wird Schülern eine neuartige interaktive Informationsquelle zu den drei Ländern sowie der Zeit vor und während des Ersten Weltkrieges und zur Entstehung des europäischen Gedankens im 20. Jahrhundert geboten.

Ziel ist, mit dem Webportal Europa 1914–1918 ein innovatives und interaktives pädagogisches Angebot zu erarbeiten, das die Vorstellungskraft der Schüler der drei Länder anregt, ihnen die Erfahrung eines gemeinsamen Erlebnisses bietet und ihnen die Aktualität ihres Tuns bewusst macht. 

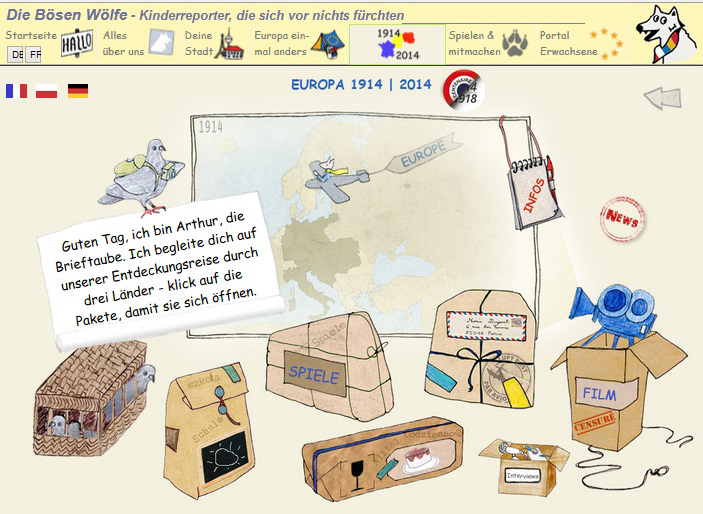
Startseite der Webrubrik Europa 1914–1918 auf der Website der jungen Reporter

Da diese Generation nicht mehr von Zeitzeugenberichten profitieren kann, wollten wir das Projekt zwar durch Bilder, Schriftstücke, sowie Audio- und Videodateien stützen, aber auch die Arbeit auf die Verwendung neuer Medien, wie v. a. des Internets ausrichten, und das Wort den Schülern selbst überlassen: Welche Vorstellung haben sie von dieser Zeit? Dort wo keine Erinnerungen (mehr) existieren, haben die Kinder und Jugendlichen sie mit ihrer Vorstellungskraft entstehen lassen. Es ist gleichermaßen ein Projekt zum kollektiven Gedächtnis geworden als auch ein Projekt, das ganz gezielt den Alltag der Menschen vor hundert Jahren und heute in Deutschland, Frankreich und Polen beleuchtet. Mithilfe unserer Jungreporter haben wir das Projekt zudem durch Interviews mit Experten der drei Länder bereichert. In der Durchführung wollten wir den teilnehmenden Klassen sowohl für den Alltag in der Friedensperiode vor Kriegsausbruch als auch während der Kriegszeit selbst Raum geben.
Das Portal enthält sieben Rubriken [Tiere im Krieg | Schule und Arbeit | Alltag | Kommunikation | Spiele | Film | Interviews ] in Form von Paketen auf dem Hintergrund einer Europakarte aus dem Jahr 1914 [Rubrik Europa] sowie die pädagogische Rubrik Arbeitsmaterialien. Jede Rubrik greift ein Thema auf mit Infos, Interviews, Reportagen, Slideshows, Fotos, Erzählungen, Filmen. Die Rubrik „Spiele“ (ein Mitmachangebot mit Spielen und interaktiven Seiten) nimmt eine Sonderstellung ein. Die Inhalte auf der Website entstehen sowohl über den online-Austausch als auch über konkrete Begegnungen. Medienkompetenz ist hier gefragt und wird übermittelt.

#### Grenzen überwinden | Engagement
Was verbindet das Französische Gymnasium, die Hugenotten, Engagement heute und das Projekt Böser Wolf? Die Überwindung von Grenzen, ob zwischen Ländern, zwischen Menschen oder in einem selbst, ob heute oder vor 325 Jahren. Europa ist ein reicher Kontinent, der aus vielen Industrie-Nationen besteht. Es ist ein Ort, in dem es vielen Menschen gut geht. Aber Europa ist ebenso ein Ort mit großen Gegensätzen zwischen arm und reich, auch in Ländern wie Deutschland, Frankreich und Polen. Bereits jeder einzelne kann für das Wohlergehen im Kleinen beitragen. Dieses muss sich nicht unbedingt nur auf monetäre Unterstützung beziehen, sondern kann sich durchaus gerade im zwischenmenschlichen Handeln äußern. In der Rubrik Grenzen überwinden geht es darum, sowohl Orte und historische Momente wie die Flucht der Hugenotten aus ihrer Heimat Frankreich vor drei Jahrhunderten vorzustellen als auch unbekannte oder bekannte Menschen zu porträtieren, die sich im Hier und Jetzt für Menschen engagieren, in den drei Ländern Deutschland, Frankreich und Polen.

### Deine Stadt | Ta ville
Die zweisprachige Plattform „Ta ville, Deine Stadt“ bietet Kindern eine virtuelle Reise durch zwei fiktive, exemplarische Städte, auf der sie Besonderheiten, Sprache und Kultur des jeweiligen Landes (Deutschland für französische Kinder und Frankreich für deutsche Kinder) spielerisch und interaktiv kennenlernen. Die Plattform hat einen grenzübergreifenden deutsch-französischen Charakter und richtet sich an Nutzergruppen zweier Länder.
Ziel ist es, die Kinder auf beide Länder neugierig zu machen und zur Förderung des Verständnisses für die Sprache und die Kultur des Nachbarlandes beizutragen. Damit wurde zugleich auf eine Nachfrage eingegangen, die bislang nicht bedient wurde.

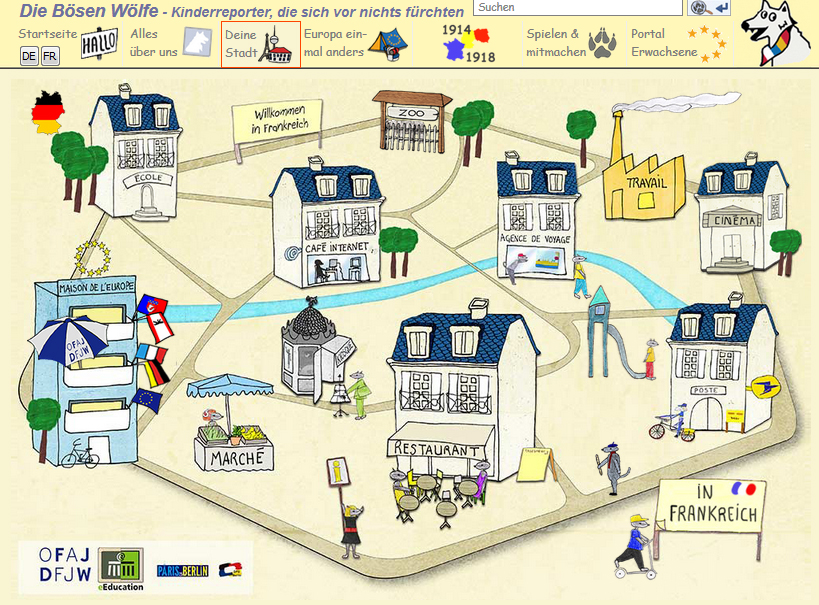
Die zweisprachige Plattform „Ta ville, Deine Stadt“ bietet Kindern eine virtuelle Reise durch Frankreich und Deutschland

### Schülerwettbewerbe
Der Böse Wolf organisiert seit 2007 jährlich einen Wettbewerb, der zu einem Dialog zwischen französischen, deutschen aber auch inzwischen polnischen Klassen einladen soll. Er startet am 22. Januar anlässlich des deutsch-französischen Tages und endet im Juni. Dann wertet ihn eine Jury aus dem Bildungsbereich, Persönlichkeiten aus dem deutsch-französischen Kontext, Journalisten und Künstlern aus.
Jedes Jahr nehmen rund 1.500 Schüler aller Jahrgänge aus 100 französisch-, deutsch- und polnischsprachigen Schulen teil. Es können sich entweder Klassenverbände oder einzelne Schüler für den Wettbewerb anmelden und mit Texten, einer PowerPoint-Präsentation oder einem Video teilnehmen. Die besten Beiträge des Wettbewerbs sind in einer virtuellen Ausstellung auf der Website zu sehen. Der dreisprachige Wettbewerb im Jahr 2014 hatte zum Thema „Eine Zeitreise – Europa in 100 Jahren... Un voyage dans le temps – L'Europe dans 100 ans … Podróz w czasie – Europa za 100 lat“ Warum in 100 Jahren? Weil der Böse Wolf sich anlässlich des 100. Jahrestages des Ausbruchs des Ersten Weltkriegs der Zukunft zuwenden wollte.

### Videos
Die Kinder- und jungen Reporter des Bösen Wolfes drehen Filme im Rahmen ihrer Jahresthemen und Projekte. Ob Interviews (der Slamer Grand Corps Malade, der Regierende Bürgermeister von Berlin Klaus Wowereit, der ehemalige Europa-Minister Günter Gloser), ob Themen zu bestimmten Anlässen (Fußball-Weltmeisterschaft der Frauen 2011, Auto, der deutsch-französische Freundschaftsvertrag „Élysée-Vertrag“), oder sogar schulische Belange wie das DELF-DALF-Programm, die Bösen Wölfe sind unterwegs mit Kamera und Aufnahmegeräten, sie interviewen, drehen, schneiden.

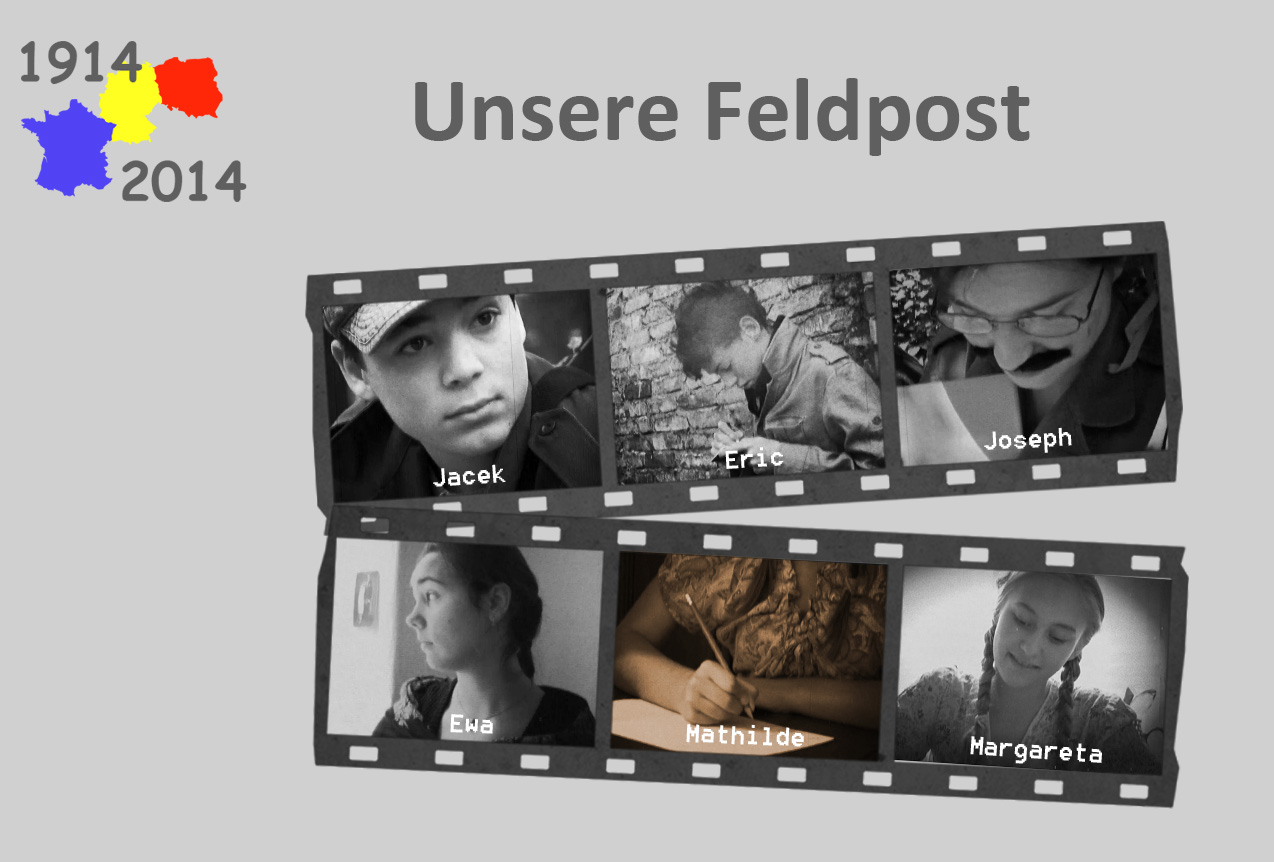
Viele Schüler aus Frankreich, Deutschland und Polen haben fiktive Feldpostkarten geschrieben. Sechs davon wurden verfilmt.

Der 100. Jahrestag des Beginns des Ersten Weltkrieges 2014 bot die Gelegenheit, sich mit dem Alltag heute und vor 100 Jahren in Deutschland, Frankreich und Polen zu befassen. Wie war es damals in Europa? Wie haben die Menschen, Kinder und Erwachsene, gelebt? in den kurzen Dokumentarfilmen, erfährt man, was Schüler aus Deutschland, Frankreich und Polen darüber denken – in den drei Sprachen.
Im Dokumentarfilm „Da würde man halt nein sagen“ wurden Kindern und Jugendlichen sowie anderen Europa-Experten wie Staatssekretär Stephan Steinlein, den Journalisten Ulrich Wickert und Patrick Cohen oder dem polnischen Botschafter Jerzy Margański die Frage gestellt, ob ein Krieg in Europa heute möglich wäre und zu welchen Kommunikationsmitteln sie in diesem Fall greifen würden. Handy vs Notizblock? Auf diese Frage kamen erstaunliche Antworten: Im Ernstfall greift die jüngere Generation gern zu den altmodischen Mitteln. Ein weiteres Filmthema sind die Feldpostbriefe: Viele Schüler aus Frankreich, Deutschland und Polen haben fiktive Feldpostkarten geschrieben, so als hätten sie selbst vor 100 Jahren gelebt. Sechs davon wurden verfilmt. Die Ergebnisse sind ebenfalls auf der Website zu sehen.

## Partner, Preise, Anerkennung
Artikel über den Bösen Wolf erschienen in deutschen und französischen Zeitungen. Besonders hervorzuheben sind hierbei die Interviews der Kinderredaktion, die in der Berliner Morgenpost erschienen sind oder die Kommentare der jungen Reporter im Tagesspiegel. Die Fernsehsender Arte, ZDF, 3sat und die Deutsche Welle haben Reportagen über das Projekt Böser Wolf gesendet.
Für seine journalistische Arbeit hat der Böse Wolf folgende Preise gewonnen:
- 2004 Deutsch-Französischer Journalistenpreis, Kategorie Internet, Nominierung Kategorie Printmedien[19]
- 2005 2. Preis beim Spiegel-Schülerzeitungswettbewerb, Kategorie Interviews[20]
- 2006 Sonderpreis – Hauptkategorie Heftinhalt Spiegel-Schülerzeitungswettbewerb[21]
- 2006, 2007 und 2009 Schülerwettbewerb zur politischen Bildung[22]
- 2010 Hauptpreis beim Wettbewerb Kinder zum Olymp (Bildungsinitiative der Kulturstiftung der Länder), Kategorie neue Medien.[23]
- 2010 Erfurter Netcode, Qualitätssiegel für Kindermedien im Internet
- 2011 Nominierung bei der Europa Lilie (Initiative der Europa-Union Deutschland) in der Kategorie „Jugendarbeit“
- 2013 European Award for „Citizenship, Security and Defense“
- Label „Mission Centenaire“ 2014
- Weimarer-Dreieck-Preis für bürgerschaftliches Engagement 2014
- Hauptpreis beim Wettbewerb 25 Jahre Mauerfall, Bundeszentrale für politische Bildung
- Nominierung „Eurovision 2014“, Initiative vom Landschaftsverband Rheinland
- Europa-Göre Kinderhilfswerk 2015
- Deutscher Engagementpreis 2015, Kategorie „Grenzen überwinden“

Die Initiative der jungen Reporter wird vor allem dank des ehrenamtlichen Engagements der Vereinsmitglieder, vieler Freunde und der Schüler getragen. Außerdem genießt sie die projektbezogene Unterstützung von Institutionen, die den deutsch-französischen bzw. deutsch-französisch-polnischen Dialog und europäischen Journalismus fördern, wie zum Beispiel das eEducation Berlin Masterplan, das Deutsch-französische Jugendwerk, die Robert Bosch Stiftung, das Deutsch-Polnische Jugendwerk, die Bundeszentrale für politische Bildung, die Stiftung für deutsch-polnische Zusammenarbeit, Ein Netz für Kinder: eine Initiative vom Beauftragten der Bundesregierung für Kultur und Medien und vom Bundesfamilienministerium, die Bevollmächtigte für die deutsch-französische kulturelle Zusammenarbeit. Ferner werden die jungen Reporter in ihrer Arbeit ermutigt durch die Französische Botschaft in Deutschland, das Institut français, die Internationale Jugendbegegnungsstätte Kreisau, das Polnische Institut Berlin und viele weitere Einrichtungen und Institutionen.